# ウィアン・コンラディ
ウィアン・コンラディ（Wian Conradie、1994年10月14日 - ）は、メジャーリーグラグビー、ニューイングランド・フリージャックスに所属するラグビーユニオン選手。

## プロフィール
- ナミビア・ウィントフック出身[1]。
- ポジションはフランカー(FL)。
- 身長 185cm、体重 105kg
- U20ナミビア代表に選ばれたことがある[2]。
- ナミビア代表キャップは28（2025年3月現在）でワールドカップ2015・2019・2023のナミビア代表に選ばれた[3][4]。

## 略歴
ウェルウィッチアス、ドンカスター・ナイツ、ダラス・ジャッカルズ、ニューイングランド・フリージャックスを経て、2021年、グロスターに加入。
2022年、ニューイングランド・フリージャックスに復帰。 